# 벌아목
벌아목은 벌목의 곤충의 아목이다. 2개 하목과 20여 개 상과에 약 78개 과로 이루어져 있다.

## 하위 분류
- 침벌하목 또는 침벌류 (Aculeata)
  - 꿀벌상과 (Apoidea)
  - 청벌상과 (Chrysidoidea)
  - 말벌상과 (Vespoidea)
- 기생벌하목 또는 기생벌류 (Parasitica)
  - 가는먹좀벌상과 (Ceraphronoidea)
  - 좀벌상과 (Chalcidoidea)
  - 혹벌상과 (Cynipoidea)
  - 호리벌상과 (Evanioidea)
  - 맵시벌상과 (Ichneumonoidea)
  - Megalyroidea
  - Mymarommatoidea
  - 납작먹좀벌상과 (Platygastroidea)
  - 먹좀벌상과 (Proctotrupoidea)
  - Stephanoidea
  - 갈고리벌상과 (Trigonaloidea)